# عثمان القيزاني
غثمان القيزاني  صحفي ليبي من عهد الجمهورية الطرابلسية ( 1918 - 1922 ) من مدينة مسلاتة تلقى تعليمه في المدارس العثمانية و التحق بالازهر في فترة من فترات حياته و كان عثمان القيزاني مؤسس أول شركة إعلامية ثقافية في طرابلس سنة 1908 كما كان ينشر نتاجه الثقافي في صحف ليبية عديدة منها صحيفة الترقي في الفترة ما بين ( 1908 - 1911 ) قامت السلطات العثمانية بسجنه عدة مرات بسبب مواقفه كان إلى جانب كل ما ذكر يشتغل بالتجارة. 

## مواقفه الوطنية
عند بداية الغزو الإيطالي على ليبيا كان في طليعة المتحمسين للقضية الليبية و المحرضين على الجهاد و بسبب وجوده داخل مدينة طرابلس لم يمكنه الالتحاق بمعسكرات الجهاد خارج المدينة و لكن كانت له صلات بقادة المجاهدين .

## حزب الإصلاح الوطني
بعد عقد صلح بنيادم ( سواني بني آدم ) سنة 1919 و تأسيس حزب الإصلاح الوطني في مدينة طرابلس انضم عثمان القيزاني للحزب و أصبح من أبرز أعضائه و عندما أسس الحزب صحيفة اللواء الطرابلسي أسندت إليه رئاسة تحريرها كما نشر مقالاته عبرها ملهبا مشاعر المواطنين ضد سياسة الإستعمار الإيطالي و محرضا على الجهاد ضده .

## الجهاد ضد إيطاليا
انتخب عضوا في مؤتمر غريان سنة 1920 .
كما انتخب عضو في الحكومة الطرابلسية ( هيئة الإصلاح المركزية ) .
اعتقلته السلطات الإيطالية ديسمبر سنة 1921 بسبب مواقفه الوطنية ضدها و بقي معتقلا لديها حتى مارس 1922 .
و بعد اطلاق سراحه من قبل السلطات الايطالية تم انتخابه عضوا في مفاوضات فندق الشريف في مارس سنة 1922 .

## وصلات خارجية
تاريخ الصحافة في ليبيا - موقع صحيفة برنيق